# Kühdorf
Kühdorf ist ein Ortsteil der Gemeinde Langenwetzendorf im Landkreis Greiz in Thüringen.

## Geschichte
Die erste urkundliche Erwähnung datiert von 1416. Das Dorf gehörte ursprünglich zum Kloster Mildenfurth und wurde auf dem Wiener Kongress 1815 dem Fürstentum Reuß ältere Linie zugeschlagen.
Kühdorf war seit 1991 Mitglied in der Verwaltungsgemeinschaft Leubatal mit Sitz in Hohenleuben. Diese wurde am 31. Dezember 2013 aufgelöst und zum Teil nach Langenwetzendorf eingemeindet. Kühdorf entschied sich im Gegensatz zu seinen Nachbargemeinden gegen einen Beitritt, Langenwetzendorf war seitdem jedoch erfüllend für Kühdorf zuständig und umschloss Kühdorf vollständig.
Kühdorf wurde zum 1. Januar 2023 nach Langenwetzendorf eingemeindet. Zu diesem Zeitpunkt war Kühdorf nach Einwohnern die drittkleinste Gemeinde Thüringens nach Scheiditz und Kleinbockedra.

### Einwohnerentwicklung
Entwicklung der Einwohnerzahl (ab 1994 31. Dezember):
| - 1933 – 107 - 1939 – 106 - 1994 – 082 - 1995 – 081 - 1996 – 081 - 1997 – 079 | - 1998 – 80 - 1999 – 80 - 2000 – 79 - 2001 – 81 - 2002 – 76 - 2003 – 72 | - 2004 – 78 - 2005 – 76 - 2006 – 75 - 2007 – 75 - 2008 – 77 - 2009 – 75 | - 2010 – 74 - 2011 – 71 - 2012 – 70 - 2013 – 65 - 2014 – 65 - 2015 – 63 | - 2016 – 61 - 2017 – 59 - 2018 – 59 - 2019 – 60 - 2020 – 60 - 2021 – 62 |

 Datenquelle ab 1994: Thüringer Landesamt für Statistik

## Wirtschaft und Infrastruktur

### Wasserver- und Abwasserentsorgung
Kühdorf ist Mitglied im Zweckverband Trinkwasserversorgung und Abwasserbeseitigung Weiße Elster - Greiz. Dieser übernimmt für den Ort die Trinkwasserversorgung und Abwasserentsorgung.

## Kultur und Sehenswürdigkeiten

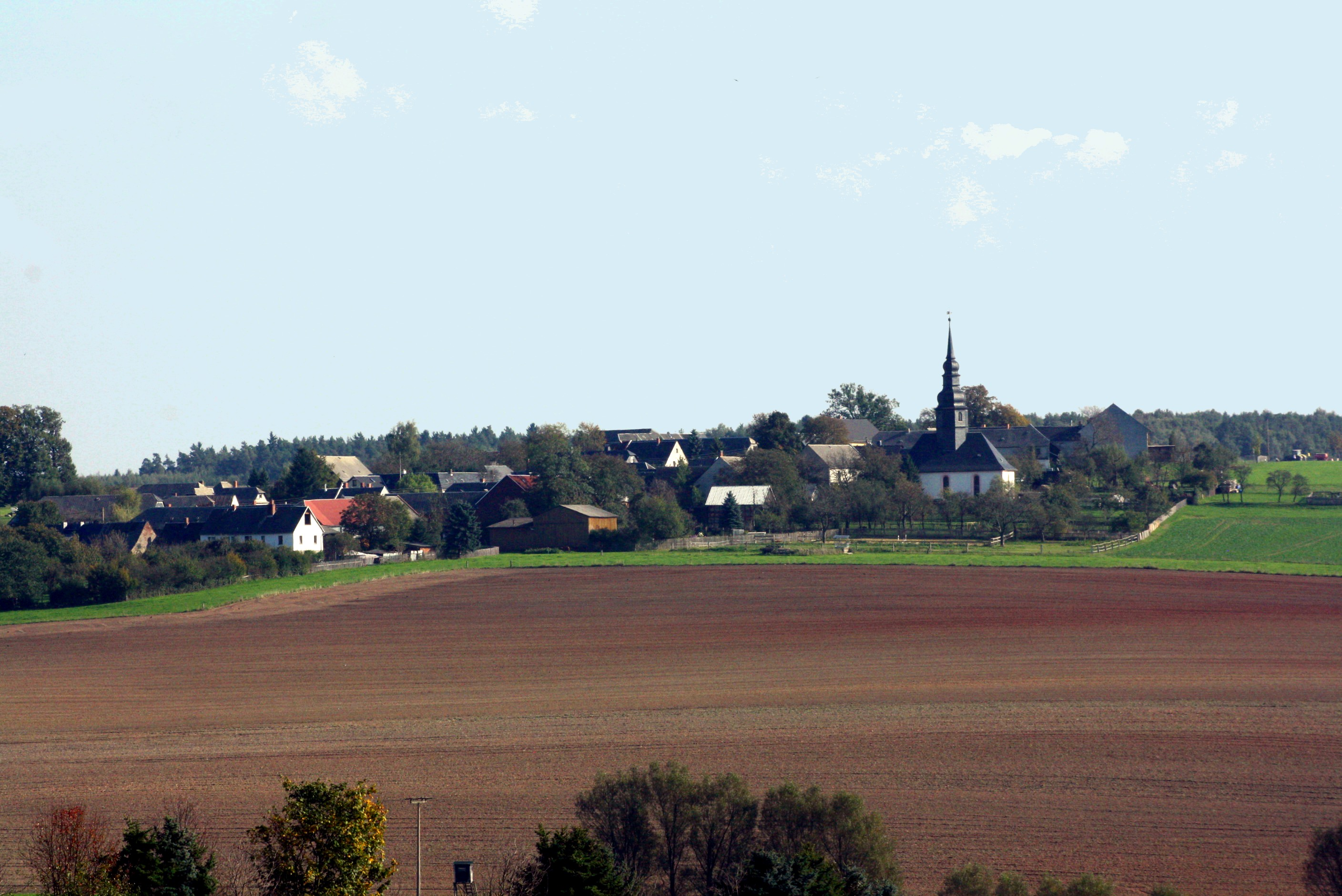
Blick von Süden
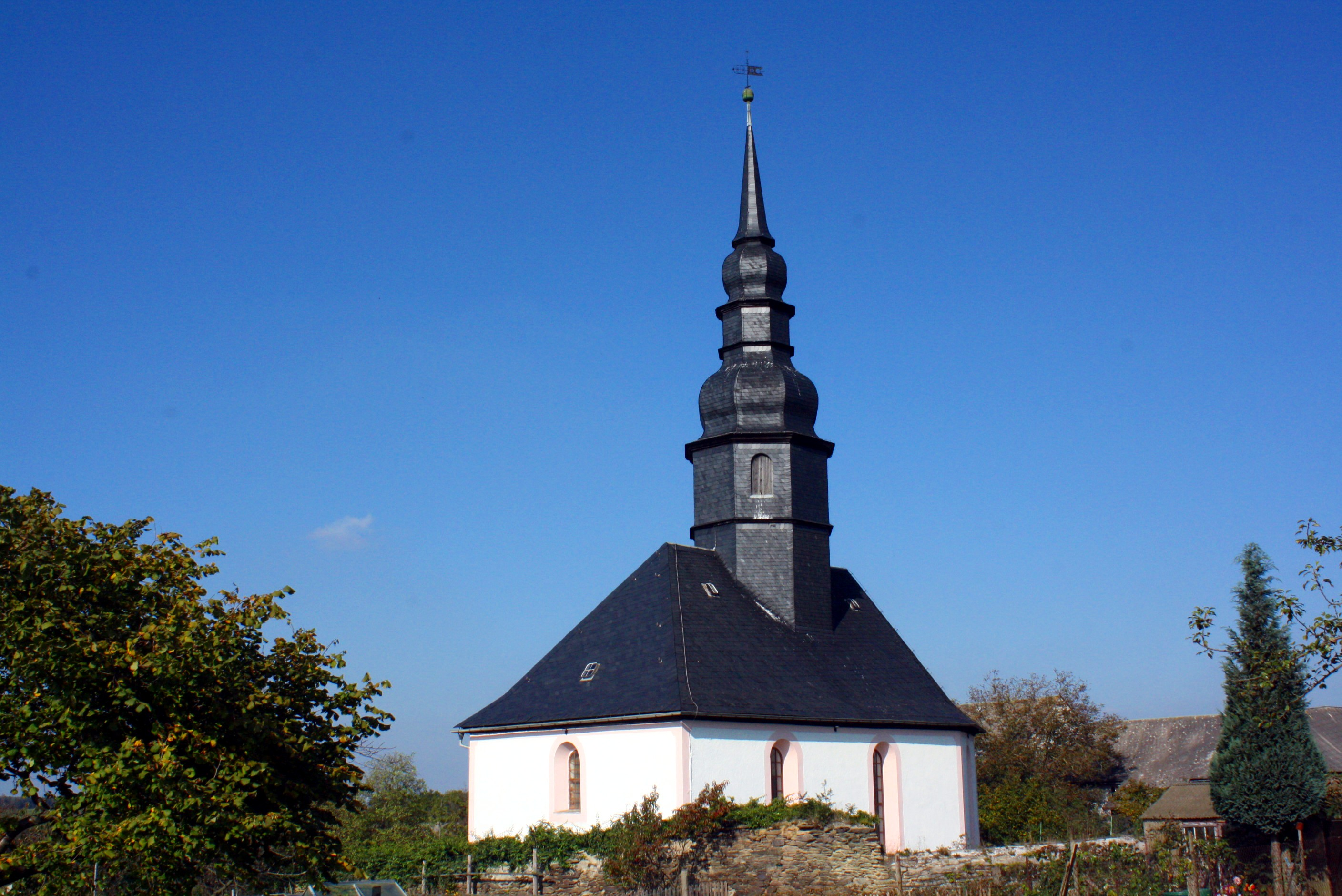
Dorfkirche
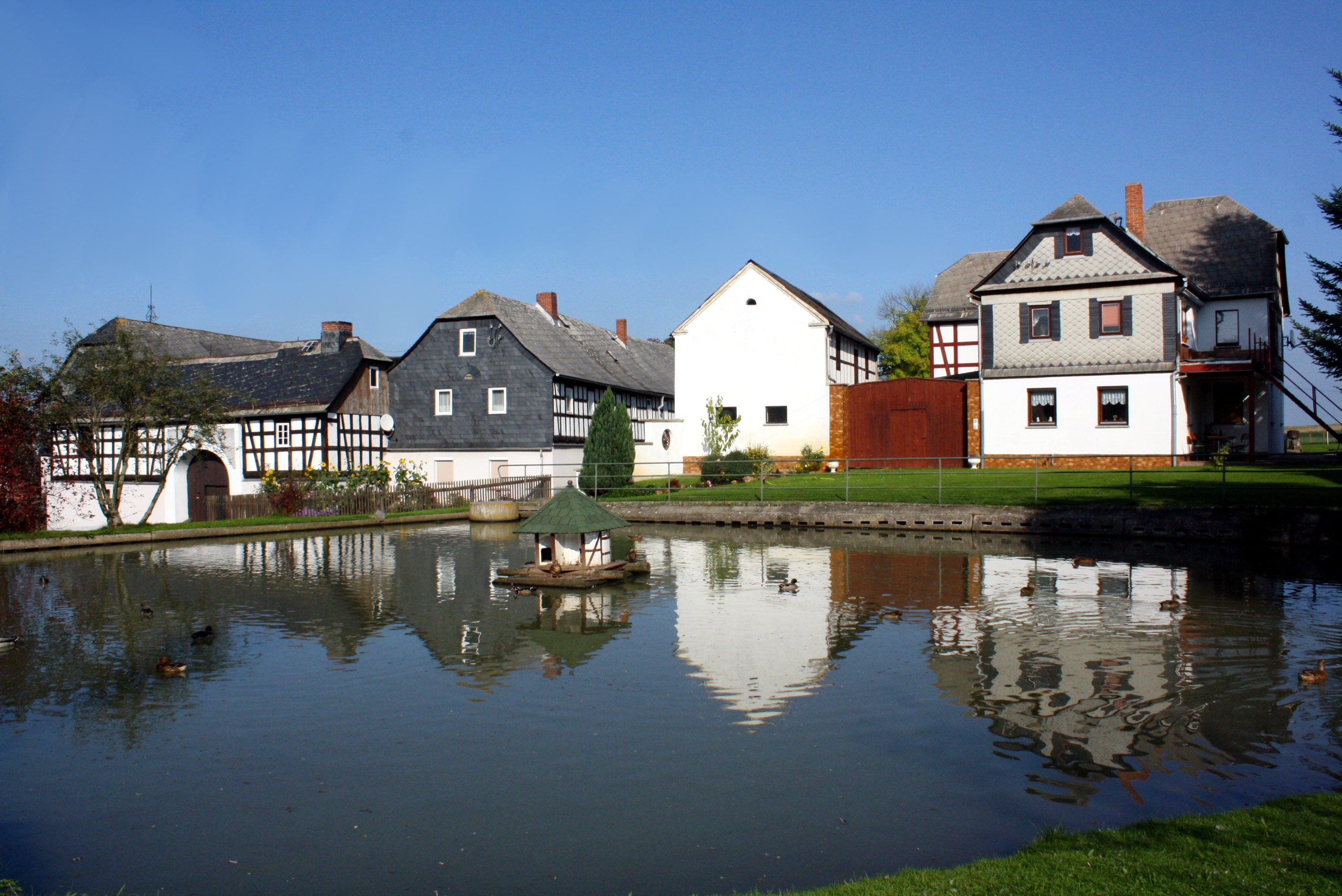
Dorfteich

Kirchlich bildete das winzige Gebiet ein eigenständiges Kirchenspiel. Interessant ist die 1716 errichtete Dorfkirche, deren 36 Meter hoher Dachreiterturm nicht wie üblich auf dem Fundament ruht, sondern im Dachstuhl verankert ist. Diese ungewöhnliche Konstruktion ist im mitteldeutschen Raum einmalig und findet sich erst in Niederösterreich wieder.
Eine Besonderheit war auch das Kühdorfer Rittergut. Es war ein sogenannter ideeller Rittersitz. Das heißt, der Inhaber verfügte über keinen Grundbesitz im Ort. Seine Einnahmen bestanden ausschließlich aus Lehngeldern der Fronbauern, Zinsen, Jagden, der Triftgerechtigkeit und der Nieder- und Obergerichte.
Zahlreiche gut erhaltene Bauernhöfe prägen das jetzige Dorfbild.

## Söhne und Töchter des Ortes
- Johann Friedrich Strauß (1823–1872), deutscher Landwirt und Politiker